# Ingenieurbauwerk
Als Ingenieurbauwerke bezeichnet die DIN 1076 Brücken, Tunnel, Trogbauwerke, Stützbauwerke mit mindestens 1,5 Meter sichtbarer Höhe, Lärmschutzwände mit mindestens 2 Meter sichtbarer Höhe und Bauwerke, für die ein statischer Einzelstandsicherheitsnachweis erforderlich ist, wie z. B. Regenrückhaltebecken und Schachtbauwerke. Die DIN 1076 behandelt allerdings nur „Ingenieurbauwerke im Zuge von Straßen und Wegen“ (sowie andere Bauwerke in diesem Kontext, die keine Ingenieurbauwerke sind).
Die Honorarordnung für Architekten und Ingenieure (HOAI) enthält Regelungen für Leistungen bei Ingenieurbauwerken und eine Objektliste, die unter anderem Brückenbauwerke, Abwasserkanäle, Tunnelbauwerke, Talsperren, Kühltürme und Silos aufführt.
Nach der Objektliste, die bei der Novellierung im Jahr 2009 unverändert von der vorherigen HOAI übernommen wurde, gehören zu den Ingenieurbauwerken auch Tiefgaragen, Untergrundbahnhöfe, Türme mit Aufbauten, Betriebsgeschoss und Publikumsgeschoss oder Offshorebauwerke. Das steht ggfs. im Widerspruch zu der neuen Begriffsbestimmung für Gebäude, die unter § 2 Abs. 2 lautet: Gebäude sind selbstständig benutzbare, überdeckte bauliche Anlagen, die von Menschen betreten werden können und geeignet oder bestimmt sind, dem Schutz von Menschen, Tieren oder Sachen zu dienen.
Die HOAI listet in den Objektlisten (Anlage 12; Liste 12.2) folgende Gruppen von Objekten als Ingenieurbauwerke auf:
1. Bauwerke und Anlagen der Wasserversorgung,
2. Bauwerke und Anlagen der Abwasserentsorgung (mit Ausnahme Entwässerungsanlagen, die der Zweckbestimmung der Verkehrsanlagen dienen, und Regenwasserversickerung (Abgrenzung zu Freianlagen)),
3. Bauwerke und Anlagen des Wasserbaus (ausgenommen Freianlagen nach § 39 Absatz 1),
4. Bauwerke und Anlagen für Ver- und Entsorgung (mit Gasen, Energieträgern, Feststoffen einschließlich wassergefährdenden Flüssigkeiten, ausgenommen Anlagen nach § 53 Absatz 2),
5. Bauwerke und Anlagen der Abfallentsorgung,
6. konstruktive Ingenieurbauwerke für Verkehrsanlagen: z. B. U-Bahnhöfe, Tunnelbauwerke, Trogbauwerke, Brücken, Lärmschutzwälle und -anlagen.
7. sonstige Einzelbauwerke (sonstige Einzelbauwerke, ausgenommen Gebäude und Freileitungs- und Oberleitungsmaste): z. B. Silos, Masten, Schornsteine, Kühltürme, Stützbauwerke etc.

Laut HOAI gehören Ingenieurbauwerke zur Gruppe der Objekte. Zu den Objekten zählen gemäß HOAI außerdem Gebäude, Innenräume, Verkehrsanlagen, und Freianlagen. Planungsleistungen, die die Objekte gemäß HOAI betreffen, werden Objektplanung genannt.
Traditionell werden Ingenieurbauwerke des Straßen- und Eisenbahnbaus (Brücken, Tunnel etc.) auch Kunstbauwerke genannt.